# Topper (filme)
Topper (bra: Topper e o Casal do Outro Mundo, ou A Dupla do Outro Mundo; prt: O Par Invisível) é um filme estadunidense de 1937, do gênero comédia romântico-fantástica, dirigido por Norman Z. McLeod, com roteiro de Jack Jevne, Eric Hatch e Eddie Moran baseado no romance Topper, de Thorne Smith, publicado em 1926.
O filme teria duas sequências, Topper Takes a Trip (1938) e Topper Returns (1941), além de inspirar uma telessérie em 1953. Uma refilmagem televisiva seria feita em 1979, com Kate Jackson e Andrew Stevens.

## Prêmios e indicações
| Lista de prêmios e indicações | Lista de prêmios e indicações | Lista de prêmios e indicações | Lista de prêmios e indicações |
| Premiação                     | Categoria                     | Recipiente                    | Resultado                     |
| ----------------------------- | ----------------------------- | ----------------------------- | ----------------------------- |
| Oscar 1938                    | Melhor ator coadjuvante       | Roland Young                  | Indicado                      |
| Oscar 1938                    | Melhor trilha sonora          | Malvin Hatley                 | Indicado                      |

## Sinopse
O casal de multimilionários Marion e George morre em acidente de carro, mas voltam como fantasmas para ajudar um sócio de banco a levar uma vida mais despojada.

## Elenco
- Constance Bennett ...  Marion Kerby
- Cary Grant ...  George Kerby
- Roland Young ...  Cosmo Topper
- Billie Burke ...  sra. Clara Topper
- Alan Mowbray ...  Wilkins